# إدوارد بروكس
إدوارد بروكس (بالإنجليزية: Edward Brooks)‏ هو سياسي أمريكي، ولد في 1 يوليو 1942 في بارابو في الولايات المتحدة. حزبياً، نشط في الحزب الجمهوري. وقد انتخب عضو جمعية ولاية ويسكونسن.